# What Cheer
What Cheer é uma cidade localizada no estado americano de Iowa, no Condado de Keokuk.

## Demografia
Segundo o censo americano de 2000, a sua população era de 678 habitantes.
Em 2006, foi estimada uma população de 652, um decréscimo de 26 (-3.8%).

## Geografia
De acordo com o United States Census Bureau tem uma área de
3,1 km², dos quais 3,1 km² cobertos por terra e 0,0 km² cobertos por água. What Cheer localiza-se a aproximadamente 268 m acima do nível do mar.

## Localidades na vizinhança
O diagrama seguinte representa as localidades num raio de 16 km ao redor de What Cheer.